# Purnia
Purnia – miasto w Indiach, w stanie Bihar. W 2011 roku liczyło 312 669 mieszkańców.